# ژان کارلوس (بازیکن فوتبال، زاده ۱۹۹۲)
ژان کارلوس ویسنته (پرتغالی: Jean Carlos Vicente؛ زاده ۱۵ فوریه ۱۹۹۲) ملقب به ژان کارلوس یا خوان کارلوس یک بازیکن اهل برزیل در پست هافبک است. وی در تیم سیارا بازی می‌کند.

## زندگی فوتبالی
ژان کارلوس در تیم نوجوانان پالمیراس کشف شد. در سال ۲۰۱۳ به سائو برناردو پیوست و بعد از آن در تیم ویلا نوا به صورت قرصی حضور داشت و با ارسال ۸ پاس گل عنوان بهترین پاسور مسابقات سری B برزیل را کسب کرد.
در ۴ سپتامبر ۲۰۱۶، کارلوس با امضاء قرار دادی به صورت قرضی به باشگاه سائوپائولو پیوست که قرارداد وی بند خرید دائمی نیز داشت.

## افتخارات
گویاس
۲۰۱۷: کمپئوناتو گویانو (لیگ فوتبال ایالت گویانو)
نائوچیکو
۲۰۱۹: قهرمانی در سری C برزیل
۲۰۲۱: کمپئوناتو پرنامبوکانو (لیگ قوتبال ایالت پرنامبوکان)